# Vancouver Millionaires

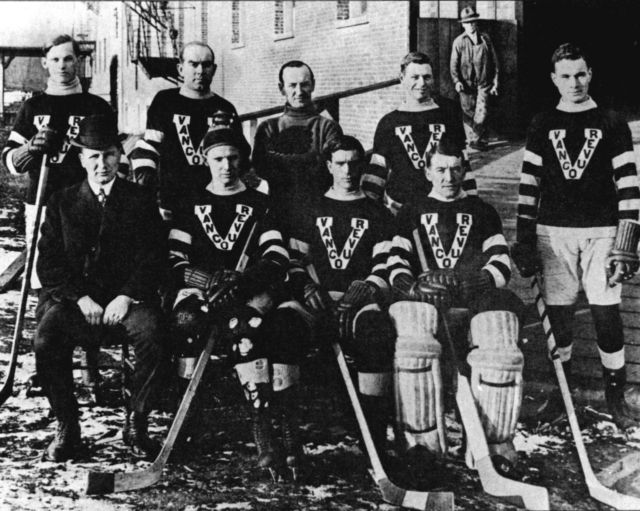
Klubbens laguppställning som vann Stanley Cup 1915. Översta raden, från vänster: Okänd, Cyclone Taylor, Edward Muldoon, Mickey MacKay, Frank Nighbor. Främre raden, från vänster: Frank Patrick, Si Griffis, Lloyd Cook, Hughie Lehman.

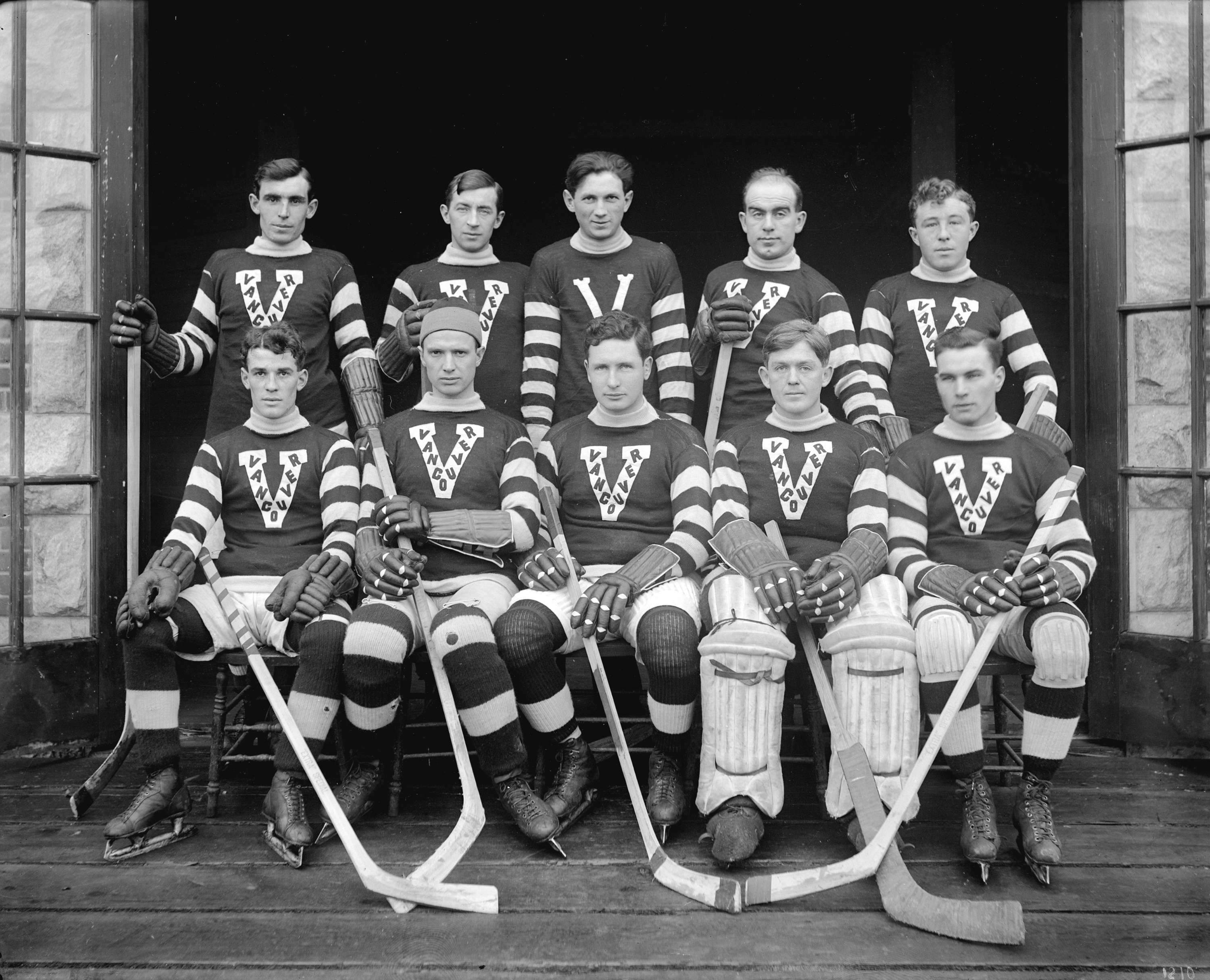
Vancouver Millionaires säsongen 1913–14. Översta raden, från vänster: Smokey Harris, Sibby Nichols, Pete Muldoon, Cyclone Taylor, Chuck Clark. Främre raden, från vänster: Russell "Rusty" Lynn, Si Griffis, Frank Patrick, Allan Parr, Frank Nighbor.

Vancouver Millionaires från Vancouver, Kanada, var en professionell ishockeyklubb som spelade i Pacific Coast Hockey Association åren 1912–1922. Laget vann Stanley Cup 1915 när de slog Ottawa Senators i finalserien med 3-1 i matcher. De är än idag det enda laget från Vancouver som har vunnit Stanley Cup.

## Historia
Vancouver Millionaires var ett av tre lag som var med och startade upp PCHA säsongen 1912. Lagets tröjor var bordeaux-färgade med ett vitt V som motiv, i vilket det stod "Vancouver". 1915 vann Millionaires Stanley Cup och 1918, 1921 samt 1922 spelade laget Stanley Cup-final.
1922 bytte laget namn till Vancouver Maroons – maroon är engelska för färgen bordeaux – och spelade i PCHA fram till 1924 då de bytte till Western Canada Hockey League där de spelade säsongen 1924–25. Säsongen 1925–26 spelade laget i Western Hockey League.
Bland de spelare som representerade Vancouver Millionaires fanns berömdheter som Fred "Cyclone" Taylor, Newsy Lalonde, Didier Pitre, Hughie Lehman, Frank Nighbor, Frank Patrick, Si Griffis och Mickey MacKay.

### Säsong för säsong
V = Vinster, F = Förluster, O = Oavgjorda, GM = Gjorda mål, IM = Insläppta mål
| Säsong  | Namn                   | Liga | M  | V  | F  | O | GM  | IM  | Resultat | Slutspel                           |
| ------- | ---------------------- | ---- | -- | -- | -- | - | --- | --- | -------- | ---------------------------------- |
| 1912    | Vancouver Millionaires | PCHA | 15 | 7  | 8  | 0 | 102 | 94  | 2:a      | -                                  |
| 1912–13 | Vancouver Millionaires | PCHA | 16 | 7  | 9  | 0 | 84  | 89  | 2:a      | –                                  |
| 1913–14 | Vancouver Millionaires | PCHA | 15 | 6  | 9  | 0 | 76  | 83  | 3:a      | –                                  |
| 1914–15 | Vancouver Millionaires | PCHA | 17 | 13 | 4  | 0 | 115 | 71  | 1:a      | Vann Stanley Cup                   |
| 1915–16 | Vancouver Millionaires | PCHA | 18 | 9  | 9  | 0 | 75  | 69  | 2:a      | –                                  |
| 1916–17 | Vancouver Millionaires | PCHA | 24 | 14 | 9  | 0 | 71  | 124 | 2:a      | –                                  |
| 1917–18 | Vancouver Millionaires | PCHA | 18 | 9  | 9  | 0 | 70  | 60  | 2:a      | Förlorade i Stanley Cup-final      |
| 1919    | Vancouver Millionaires | PCHA | 20 | 12 | 8  | 0 | 72  | 55  | 1:a      | Förlorade i ligaslutspelet         |
| 1919–20 | Vancouver Millionaires | PCHA | 22 | 11 | 11 | 0 | 75  | 65  | 2:a      | –                                  |
| 1920–21 | Vancouver Millionaires | PCHA | 24 | 13 | 11 | 0 | 86  | 79  | 1:a      | Förlorade i Stanley Cup-final      |
| 1921–22 | Vancouver Millionaires | PCHA | 24 | 12 | 12 | 0 | 77  | 68  | 2:a      | Förlorade i Stanley Cup-final      |
| 1922–23 | Vancouver Maroons      | PCHA | 30 | 17 | 12 | 1 | 116 | 88  | 1:a      | Förlorade i Stanley Cup-slutspelet |
| 1923–24 | Vancouver Maroons      | PCHA | 30 | 13 | 16 | 1 | 87  | 80  | 2:a      | Förlorade i Stanley Cup-slutspelet |
| 1924–25 | Vancouver Maroons      | WCHL | 28 | 12 | 16 | 0 | 91  | 102 | 5:a      | –                                  |
| 1925–26 | Vancouver Maroons      | WHL  | 30 | 10 | 18 | 2 | 64  | 90  | 6:a      | –                                  |